# Shades of Deep Purple
Shades of Deep Purple es el primer álbum de estudio de la banda de rock inglesa Deep Purple, publicado en los Estados Unidos en julio de 1968 a través de Tetragrammaton, y dos meses después en Reino Unido por Parlophone. El álbum contiene cuatro canciones originales y cuatro versiones, y fue grabado en solo tres días. La música está orientada hacia el rock psicodélico y el progresivo, dos géneros en auge a finales de la década de 1960.
El álbum no tuvo una buena acogida en Reino Unido, donde se vendieron muy pocas copias que no le permitieron posicionarse en el UK Albums Chart. Por otra parte, en los Estados Unidos tuvo una buena acogida comercial gracias al sencillo «Hush», un tema compuesto por Joe South que alcanzó el cuarto puesto del Billboard Hot 100.

## Trasfondo

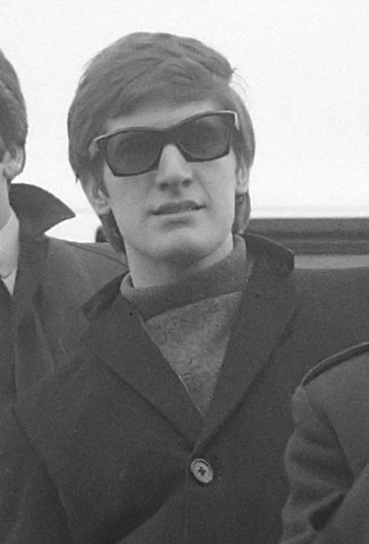
Chris Curtis, en la imagen en 1965, ideó el proyecto que acabaría convirtiéndose en Deep Purple, aunque lo abandonó antes de que se materializara.

Cuando la primera formación de Deep Purple se unió en 1967, la escena musical británica se encontraba en un momento de transición. La música beat todavía era popular, pero los gustos de los jóvenes que compraban discos y llenaban los clubes fue cambiando rápidamente en beneficio del blues rock, el rock progresivo y el rock psicodélico. En aquel tiempo surgieron bandas como The Moody Blues, Procol Harum y The Nice, pioneras en la combinación de música clásica con rock, con complejos y osados arreglos. Al mismo tiempo, la psicodelia estaba haciendo progresos en la hedonista sociedad del Swinging London, donde grupos como Pink Floyd, The Pretty Things, The Jimi Hendrix Experience, Traffic y Cream experimentaron con diferentes formas de música rock inducidos por la droga, similar a la subcultura hippie proveniente de los Estados Unidos.
En el verano de 1967, Chris Curtis, exbatería de The Searchers, aprovechó el momento de gran productividad en la escena musical británica para contactar al empresario londinense Tony Edwards con el objetivo de encontrar los recursos económicos para formar un nuevo proyecto al que llamaría Roundabout. El nombre, traducido como "rotonda" o "calesita", significaba que el grupo estaría compuesto por miembros no permanentes con Curtis como vocalista y pilar central. Edwards, impresionado por la idea, aceptó financiar y gestionar el proyecto con la ayuda de dos socios, Ron Hire y John Coletta; y fundaron para ello la empresa Hire-Edwards-Coletta (HEC).
En septiembre fue contratado el primer fichaje de Roundabout; Jon Lord, un organista de formación clásica que compartía piso con Curtis y que había sido integrante de The Artwoods. Por aquellos momentos, Lord participaba con el grupo The Flower Pot Men, del que también formaban parte el bajista Nick Simper y el batería Carlo Little. Lord le dijo a Simper y Little que se le unieran para alguna intervención eventual. Ambos recomendaron la contratación del guitarrista Ritchie Blackmore, cuya manera de tocar había impresionado a Curtis cuando The Searchers actuaron en Hamburgo, Alemania. Blackmore había sido miembro de The Oulaws y participaba como músico de sesión con artistas pop y rock como Screaming Lord Sutch, a través del cual conoció a Little. Curtis contactó con el guitarrista para que hiciera una audición y le persuadió para que regresara de Hamburgo, donde actuaba en pequeños locales. Este retornó a Inglaterra para unirse a la agrupación en diciembre. Mientras tanto, el comportamiento errático de Curtis y su repentino desinterés para el proyecto que había comenzado frenaron cualquier desarrollo, lo que obligó a HEC en confiar a Lord y a Blackmore la tarea de encontrar a los restantes miembros para completar la formación.
Lord contrató a Simper como bajista oficial, mientras que Blackmore reclutó al batería Bobby Woodman. Este último recomendó al vocalista Dave Curtiss, quien rechazó la oferta debido al cumplimiento de otros compromisos. Según Simper, también Ian Gillan, cantante de Episode Six y futuro integrante de Deep Purple, fue contactado para una audición, pero la declinó.

## Desarrollo

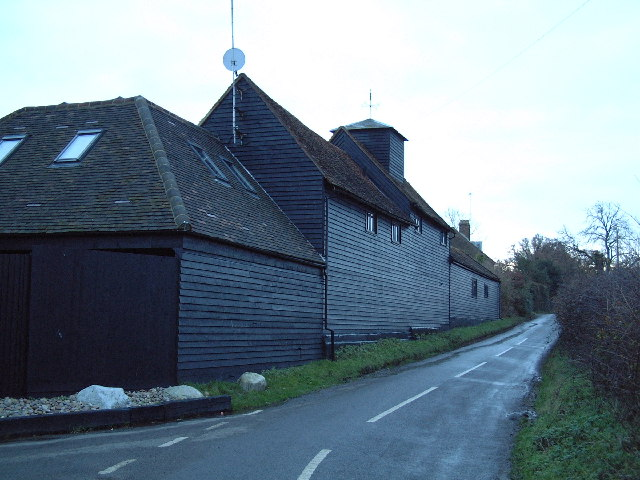
Deeves Hall fue alquilada por Tony Edwards como residencia del grupo y fue equipada con amplificadores e instrumentos.

Roundabout se trasladó a Deeves Hall, una vieja granja de South Mimms, Hertfordshire, a finales de febrero de 1968. Una vez allí, mientras sus integrantes esperaban la llegada de sus nuevos instrumentos musicales y su equipo, continuó la búsqueda de un nuevo cantante con un anuncio en la publicación musical Melody Maker. Entre las decenas de vocalistas que asistieron a las audiciones se encontraba Rod Stewart, que no fue aceptado debido a que no encajaba con los patrones requeridos por el grupo. El elegido fue Rod Evans, miembro de The Maze, que después de su audición presentó a su compañero de banda Ian Paice, a quien Blackmore reconoció de su etapa en Hamburgo. Roundabout rápidamente improvisó una audición para Paice, a quien escogieron para sustituir a Woodman como batería. Este último no estaba contento con la dirección musical a la que la agrupación se dirigía y los demás componentes pensaron que no era adecuado para su sonido.
Los primeros ensayos de la que sería la primera formación de Deep Purple consistían principalmente en improvisaciones y algunas versiones instrumentales de «And the Address» y «Mandrake Root», que Blackmore y Lord habían compuesto a comienzos de ese año. Mandrake Root era también el nombre de un proyecto musical que el guitarrista intentó formar en Alemania, antes de ser contactado por los gerentes de Roundabout. Después de esas dos piezas instrumentales, la primera canción que arreglaron fue «Help!», una versión de The Beatles que Chris Curtis había querido incluir en un hipotético primer álbum. Evans escribió algunas letras para «Mandrake Root» y redujo a una el número de pistas instrumentales. Tras arreglar y ensayar los tres primeros temas, los músicos centraron su atención en «I'm So Glad», compuesta por Skip James y popularizada por Cream. La siguiente canción ensayada fue «Hey Joe» erróneamente acreditada a Deep Purple en las primeras ediciones del álbum. La principal inspiración para el arreglo fue la versión que Jimi Hendrix había grabado dos años antes, aunque su duración fue ampliada por la inclusión de secciones de música clásica. La banda también decidió versionar una canción de pop rock llamada «Hush», compuesta por Joe South para Billy Joe Royal y que Blackmore había escuchado durante su estancia en Alemania.

## Grabación
Con una posible lista de canciones diseñada durante los ensayos, Blackmore convenció a su amigo Derek Lawrence para que fuera el productor de la banda. Ambos se habían conocido años atrás cuando trabajaban para Joe Meek y Lawrence había fundado una productora independiente que grababa sencillos para su lanzamiento en los Estados Unidos. Lawrence tenía varios contactos en dicho país y estuvo presente durante las sesiones de Roundabout, que le dejaron impresionado.
A través de Lawrence, HEC contactó con el sello discográfico estadounidense Tetragramaton Records, que estaba buscando una banda británica con la que trabajar. Entre finales de marzo y comienzos de abril, el grupo se dirigió a los estudios Trident en Londres para editar algunas maquetas. Allí, los músicos grabaron dos canciones previamente ensayadas; «Hush» y «Help!», y dos nuevos temas; «Love Help Me» compuesto antes de la llegada de Evans y Paice y «Shadows», escrita y desarrollada rápidamente en el estudio. Lawrence también mostró la versión de «Help!» a la discográfica británica EMI, que ofreció un contrato para la distribución del álbum en Europa a través de su subsidiaria Parlophone. Todas las canciones, a excepción de «Shadows», fueron enviadas a Tetragrammaton para su aprobación.
La grabación de las maquetas fue seguida por una pequeña gira de ocho fechas en Dinamarca y Suecia durante abril y mayo. El nombre de la banda fue cambiado en aquellos momentos después de que Blackmore sugiriera utilizar el título de la canción favorita de su abuela, «Deep Purple» de Peter DeRose. La primera actuación con su nuevo nombre tuvo lugar en Tastrup, Dinamarca, el 20 de abril de 1968 y su lista de temas estuvo compuesta por nuevas canciones y una versión de «Little Girl» de John Mayall y Eric Clapton. Tras regresar a Inglaterra, Tetragrammaton confirmó su decisión de contratar al grupo, en un momento en el que HEC casi había gastado su presupuesto para la promoción y el equipo. Esta vez la banda tuvo que trasladarse a Highleigh Manor, en West Sussex, porque Deeves Hall ya no estaba disponible.
El 11 de mayo, Deep Purple entró en los estudios Pye, en Londres. Allí, con Lawrence como productor y Barry Ainsworth como ingeniero, grabaron el material que habían interpretado en directo. Como era habitual en aquellos años, en especial para las bandas debutantes, el presupuesto de producción era muy bajo; por lo que el tiempo en el estudio de grabación fue muy limitado. Con estas condiciones era muy difícil hacer varias regrabaciones y las canciones fueron editadas en directo en una o dos tomas. «And the Address» y «Hey Joe» fueron los primeros temas grabados, seguidos por «Hush» y «Help!», a finales del primer día. El día siguiente, el quinteto hizo lo propio con «Love Help Me», «I'm So Glad» (con un preludio clásico titulado «Happiness») y «Mandrake Root». Finamente, el 13 de mayo terminó su trabajo en el estudio con la grabación de «One More Rainy Day».  Los efectos de sonido, extraídos de un álbum de la BBC, fueron añadidos durante la mezcla; realizada ese mismo día.

## Lanzamiento
Una vez terminado, el álbum fue enviado a los representantes de Tetragrammaton en Londres para validar su publicación. Tras la aprobación definitiva, los integrantes de la banda se vistieron ropa de moda en aquella época en la tienda de Michael Fish, donde realizaron una sesión fotográfica. Las fotos resultantes, así como las cintas originales del disco, fueron llevadas a los Estados Unidos, donde Tetragrammaton realizó su producción y promoción. La portada, diseñada por Les Weisbrich, costó medio millón de dólares.
El sencillo «Hush» salió a la venta fuera de Reino Unido en junio de 1968 y tuvo un considerable éxito, pues alcanzó la cuarta posición del Billboard Hot 100 y la segunda del Canadian Singles Chart. Las radios estadounidenses, en particular en las de la Costa Oeste, emitieron la canción con asiduidad, lo que provocó un aumento de la popularidad de Deep Purple. El álbum fue lanzado en Norteamérica  el mes siguiente y llegó al puesto veinticuatro del Billboard 200.
La banda publicó «Hush» en Reino Unido a finales de julio, pero no atrajo mucho interés entre el público. En agosto, Deep Purple apareció en el programa inglés David Frost Show, donde interpretó el tema en playback con la ausencia de Blackmore, que no pudo estar presente y a quien suplió el pipa Mick Angus. A pesar de esta aparición televisiva, las ventas del sencillo no aumentaron y Parlophone pospuso el lanzamiento del álbum.
El grupo grabó algunas sesiones para el programa de radio de la BBC Top Gear, que varios años más tarde aparecerían en el recopilatorio BBC Sessions 1968–1970.
Shades of Deep Purple salió a la venta en Reino Unido en septiembre de ese mismo año con una portada más simple y sin entrar en las listas de discos más vendidos. El álbum fue reeditado en varias ocasiones, a menudo junto a los dos siguientes trabajos de la agrupación. En el año 2000, EMI publicó una versión remasterizada por Peter Mew en los estudios Abbey Road que incluía como pistas adicionales sus primeras maquetas y algunos temas de sus intervenciones televisivas.

## Estilo musical
Los integrantes de Deep Purple eran músicos experimentados con diferentes orígenes musicales: Lord comenzó su carrera en la música clásica y había tocado en conjuntos de jazz y blues rock, Blackmore y Simper eran músicos de sesión de artistas de pop rock, mientras que Paice y Evans provenían de bandas de música beat. Sin embargo, ninguno de ellos era un compositor consumado. El único con experiencia en composición musical era Lord, que realizó los arreglos y escribió la mayor parte de la música; Blackmore, por su parte, se encargó de añadir varios riffs de guitarra. En el disco se pueden identificar los estilos musicales que estaban en desarrollo en el Reino Unido en ese período y que influyeron a los jóvenes miembros del grupo; una mezcla de rock psicodélico, progresivo, pop rock y hard rock, este último presente en algunas pistas de guitarra.
Algunos elementos del sonido heavy metal, que marcaría al estilo de la segunda formación de Deep Purple —en la que Ian Gillan y Roger Glover reemplazaron a Evans y Simper—, pueden apreciarse en la apertura instrumental de «And the Address» y en «Mandrake Root». El riff principal de esta última es muy similar al de la canción «Foxy Lady» de Jimi Hendrix, un vestigio de la admiración de Blackmore por el guitarrista estadounidense. Las otras composiciones originales, la balada «One More Rainy Day» y «Love Help Me», son canciones pop rock que mejoran el atractivo comercial del álbum, pero que a menudo son consideradas por los críticos como menos interesantes que las versiones.
El uso de canciones de otros artistas era un característica común en la época, debido principalmente a los cortos espacios de tiempo para componer y los apresurados horarios de producción. Los temas versionados en Shades of Deep Purple fueron arreglados para tener una duración más larga y un sonido más ambicioso que los originales, en un intento de emular al grupo Vanilla Fudge, al cual varios miembros de Deep Purple tenían como referencia. El sonido del álbum también está fuertemente influenciado por la música clásica: «I'm So Glad» está precedida por «Prelude: Happiness», la cual incluye un arreglo inspirado por el primer movimiento de la obra sinfónica Scheherazade de Nikolái Rimski-Kórsakov;, que este último suena muy parecido al tema de Azrael en la serie de Los Pitufos, por otra parte, la versión de «Hey Joe» contiene elementos del ballet El sombrero de tres picos de Manuel de Falla.

## Gira
Las actuaciones de Deep Purple eran espectáculos muy ruidosos y su escenario incluía pilas de amplificadores Marshall pintados de púrpura. El dualismo entre la extravagante manera de tocar la guitarra de Blackmore, quien había perfeccionado durante sus muchos años de práctica y su trabajo con Sutch, y los solos de órgano Hammond de Lord, pronto se convertiría en una parte fundamental de la dinámica del conjunto.
La banda comenzó la gira promocional en el recinto Roundhouse de Londres, el 6 de julio de 1968, en el que actuaron como telonera de The Byrds. Su concierto tuvo una mala acogida entre la audiencia y los músicos allí presentes, incluido Mick Jagger. A pesar de este inconveniente, el grupo siguió tocando en pubs y festivales, pero sus actuaciones fueron recibidas con frialdad por su público e ignoradas por la prensa. En una entrevista para Melody Maker, Paice explicó que los escasos conciertos realizados y la poca promoción en Inglaterra se debían al bajo presupuesto que recibían y a las pocas canciones bailables que tenían para atraer espectadores. El batería hizo hincapié en que «nos hizo tener que advertir a los promotores que no éramos un grupo para bailar».
Antes de comenzar su primera gira estadounidense y en vista de que necesitaban nuevas canciones para satisfacer a su público; en agosto de 1968, los integrantes de la banda regresaron al estudio con el productor Derek Lawrence para grabar su segundo trabajo, The Book of Taliesyn. La grabación de este nuevo álbum antecedió al lanzamiento de Shades of Deep Purple en Reino Unido.
En octubre, Deep Purple llegó a los Estados Unidos para comenzar su gira. El éxito de «Hush» fue un impulso para su trayecto en Norteamérica y sus primeros conciertos tuvieron la buena acogida que no habían tenido en su país de origen. Las primeras fechas fueron en The Forum, California, el 18 y el 19 de octubre, como acto de apertura de Cream, que estaba realizando su gira de despedida. El grupo actuó en muchas y distintas localizaciones como festivales, salas de música e incluso el programa de televisión Playboy After Dark.

## Recepción crítica
La recepción del álbum en su país de origen fue generalmente negativa. A pesar de ser presentado como un «pulido grupo comercial» en sus apariciones en la radio, sus conciertos y su éxito en Norteamérica no impresionaron al público británico. Mick Farren, crítico y vocalista de The Deviants, describió la música de Deep Purple como «un estruendo lento y pomposo, en algún lugar entre un mal Tchaikovsky y un B-52 despegando en un bombardeo». Otra crítica que recibió la banda fue la de «ser demasiado estadounidense», «una pésima versión de Vanilla Fudge». El propio Brian Connolly, vocalista de Sweet, comentó: «Estaban tan fuera de lugar que realmente sentía pena por ellos».
Por el contrario, en los Estados Unidos, la agrupación fue a menudo presentada como «la versión británica de Vanilla Fudge» y la emisión masiva del sencillo en la radio garantizó el éxito tanto del álbum como de su respectiva gira. Ian Paice tenía su propio punto de vista sobre la fama conseguida en Norteamérica y su ausencia en su país de origen:

Allí nos expusieron de manera adecuada. Los estadounidenses realmente saben cómo espolear los discos.

Décadas después, las reseñas fueron generalmente positivas. Bruce Eder de Allmusic consideró Shades of Deep Purple, a pesar de algunos defectos, «un álbum abismal» y alabó el «infeccioso espíritu de diversión» del disco, que tiene «mucho más sentimiento de la década de 1960 que lo que estamos acostumbrados a escuchar de esta banda». Por su parte, Phyllis Pollack de Examiner destacó la introducción instrumental del álbum que «muestra la fuerza del teclado de Lord que comparte potencia y melodía» y calificó a «One More Rainy Day» como «una pista agradable, con más de un toque sentimental en ella». David Bowling, colaborador de Blogcritics afirmó que Shades of Deep Purple «fue un creativo y muy buen trabajo de debut», que combina «música psicodélica con hard rock y un primerizo rock progresivo en un placentero pero inconexo conjunto». Jedd Beaudoin de Popmatters lo consideró «respetable y consistente», aunque matizó que la voz de Evans «quizá se adaptaría más al pop que al heavy rock».
En una encuesta realizada por The Observer en relación sobre los mejores álbumes británicos, el teclista Rick Wakeman eligió a Shades of Deep Purple como uno de sus diez discos favoritos.

## Lista de canciones
| Lado 1 |                                    |                                                              |          |  |
| N.º    | Título                             | Escritor(es)                                                 | Duración |  |
| 1.     | «And the Address»                  | Ritchie Blackmore y Jon Lord                                 | 4:38     |  |
| 2.     | «Hush»                             | Joe South                                                    | 4:24     |  |
| 3.     | «One More Rainy Day»               | Lord y Rod Evans                                             | 3:40     |  |
| 4.     | «Prelude: Happiness / I'm So Glad» | Blackmore, Evans, Lord, Ian Paice y Nick Simper / Skip James | 7:19     |  |

| Lado 2 |                 |                              |          |  |
| N.º    | Título          | Escritor(es)                 | Duración |  |
| 1.     | «Mandrake Root» | Blackmore, Evans y Lord      | 6:09     |  |
| 2.     | «Help!»         | John Lennon y Paul McCartney | 6:01     |  |
| 3.     | «Love Help Me»  | Blackmore y Evans            | 3:49     |  |
| 4.     | «Hey Joe»       | Billy Roberts                | 7:33     |  |

| Pistas adicionales de la remasterización del 2000 |                |                                 |                                         |          |  |
| N.º                                               | Título         | Escritor(es)                    | Nota                                    | Duración |  |
| 1.                                                | «Shadows»      | Lord, Evans, Simper y Blackmore | Descarte de la edición original         | 3:39     |  |
| 2.                                                | «Love Help Me» | Blackmore y Evans               | Versión instrumental                    | 3:30     |  |
| 3.                                                | «Help!»        | Lennon y McCartney              | Versión alternativa                     | 5:24     |  |
| 4.                                                | «Hey Joe»      | Roberts                         | Grabada en el programa Top Gear         | 4:06     |  |
| 5.                                                | «Hush»         | South                           | Grabada en la televisión estadounidense | 4:06     |  |

Fuentes: Allmusic y Discogs.

## Créditos
| Deep Purple - Ritchie Blackmore – guitarra - Rod Evans – voz - Jon Lord – órgano y coros - Nick Simper – bajo y coros - Ian Paice – batería | Producción - Derek Lawrence - producción y mezcla - Barry Ainsworth - ingeniería - Les Weisbrich - diseño gráfico - Peter Mew - remasterizado (edición del año 2000) |

Fuente: Allmusic.

## Posiciones en las listas
Álbum
| País           | Lista                 | Mejor posición | Ref.   |
| -------------- | --------------------- | -------------- | ------ |
| Canadá         | Canadian Albums Chart | 19             | [ 72 ] |
| Estados Unidos | Billboard 200         | 24             | [ 1 ]  |
| Japón          | Oricon Album Chart    | 66             | [ 73 ] |

| Canadá         | Canadian Singles Chart | 2 | [ 40 ] |
| Estados Unidos | Billboard Hot 100      | 4 | [ 1 ]  |
| Suiza          | Singles Top 75         | 7 | [ 74 ] |